# Доббертін
Доббертін (нім. Dobbertin) — громада в Німеччині, розташована в землі Мекленбург-Передня Померанія. Входить до складу району Людвігслуст-Пархім. Складова частина об'єднання громад Гольдберг-Мільденіц.
Площа — 58,97 км2. Населення становить 1106 ос. (станом на 31 грудня 2020).

## Галерея

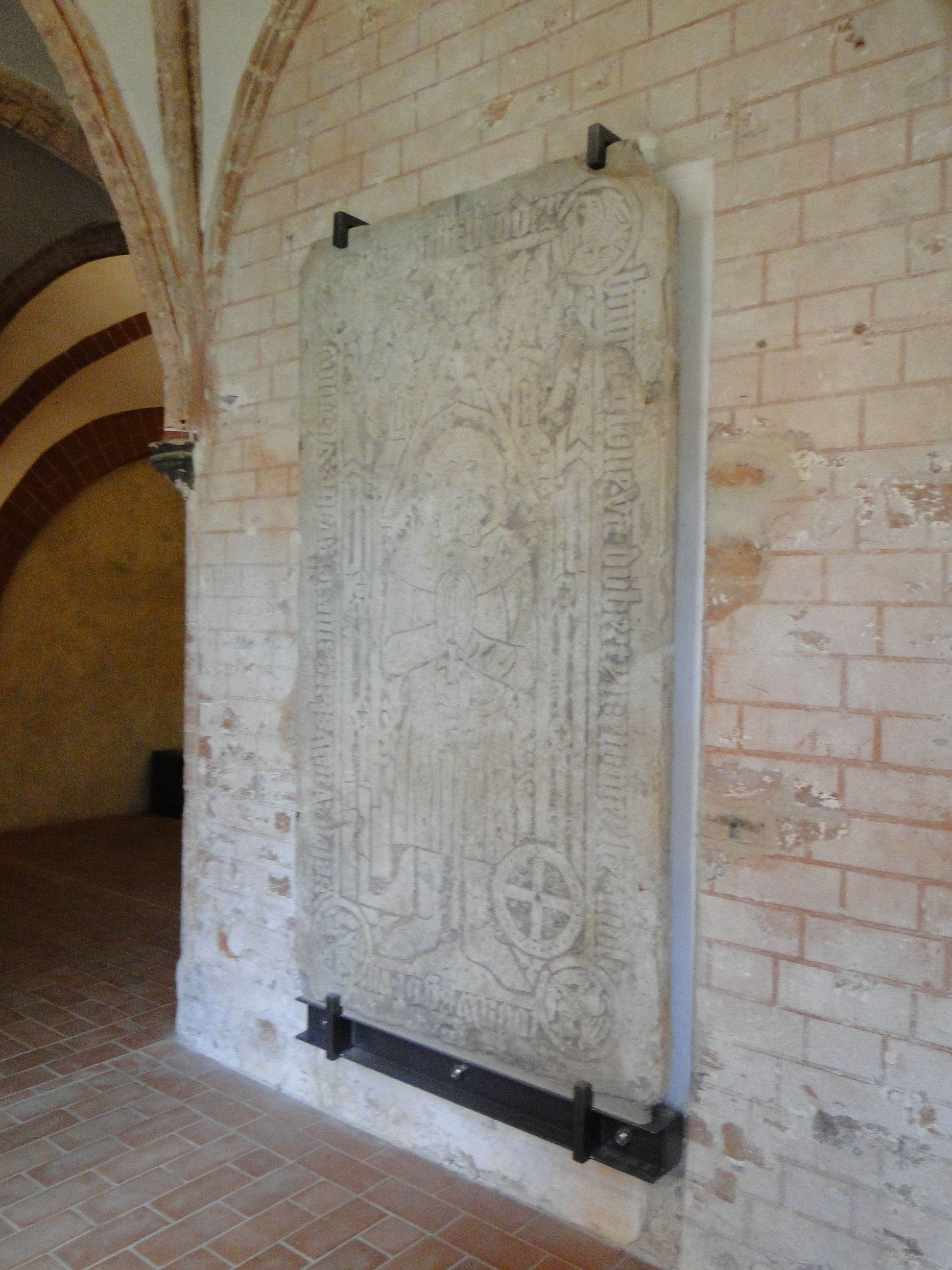
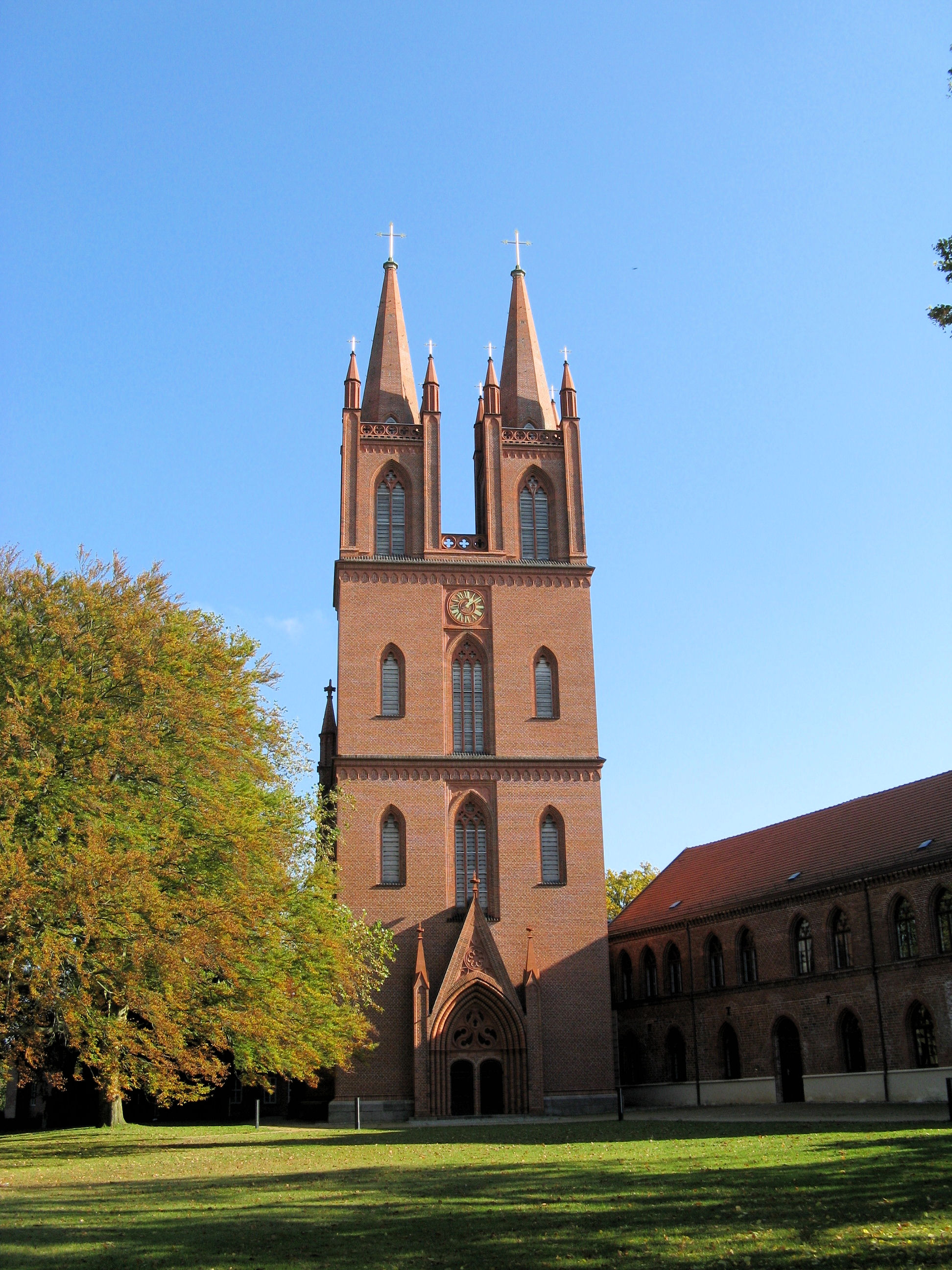
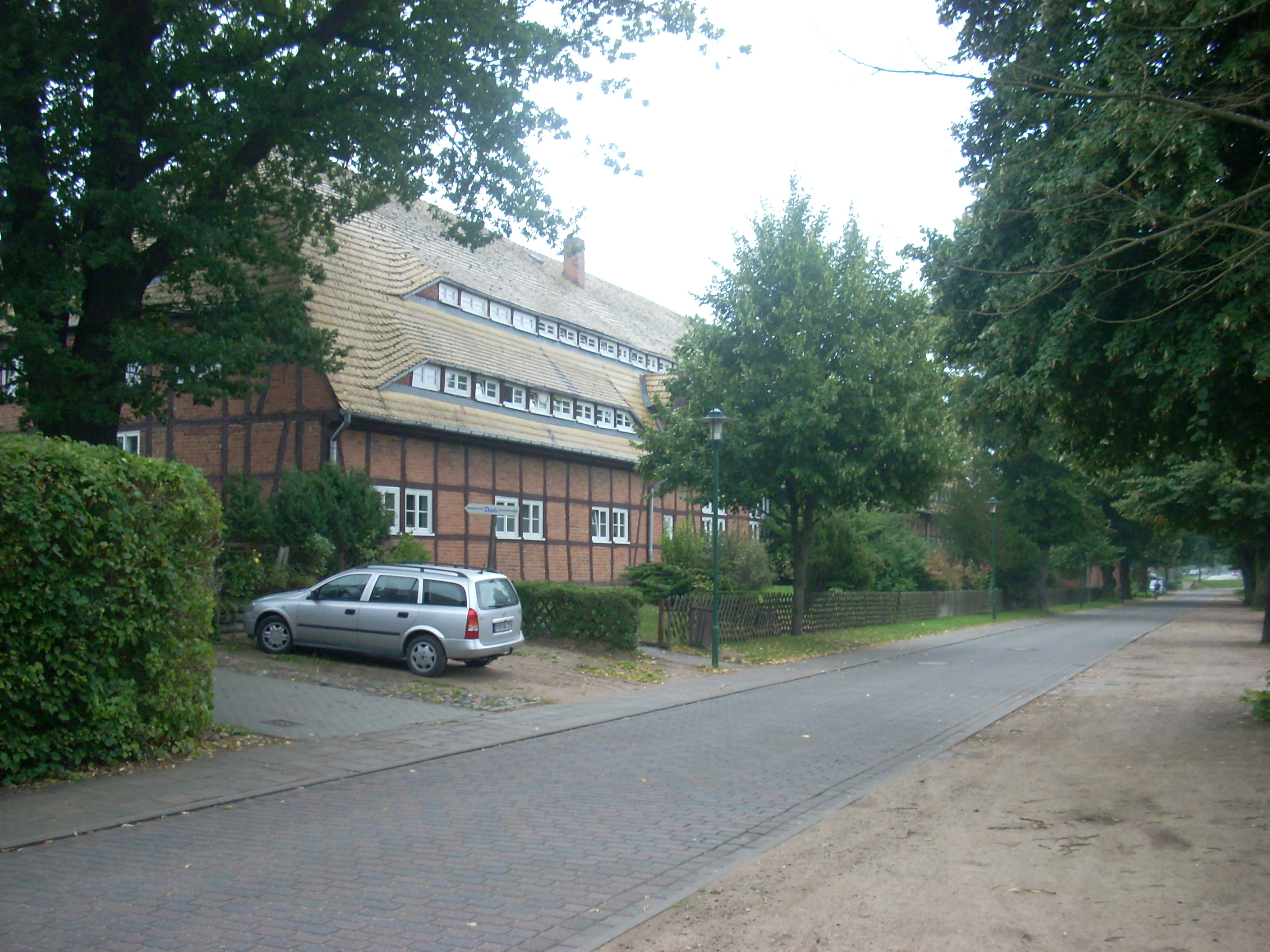
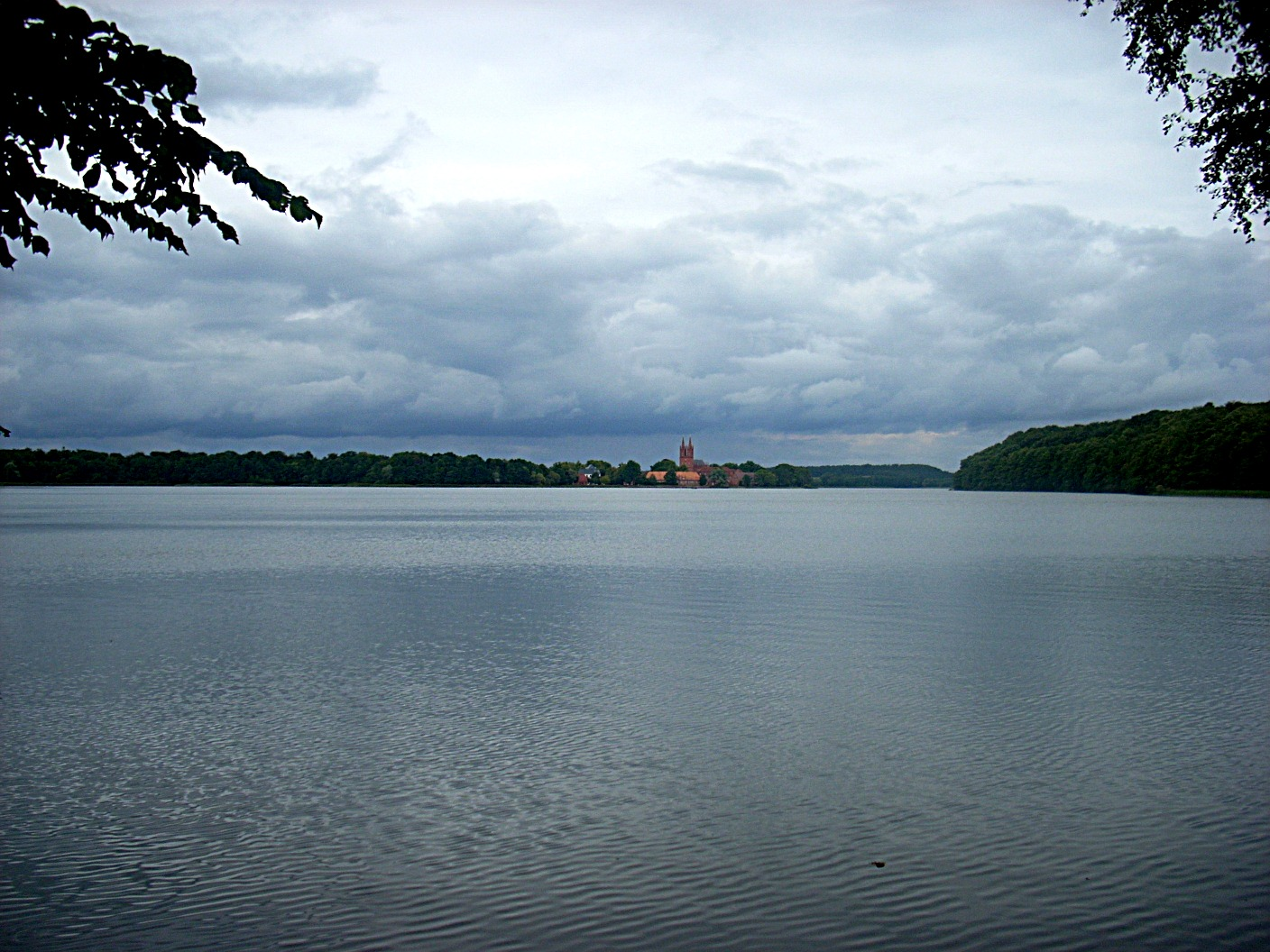